# Boombaard

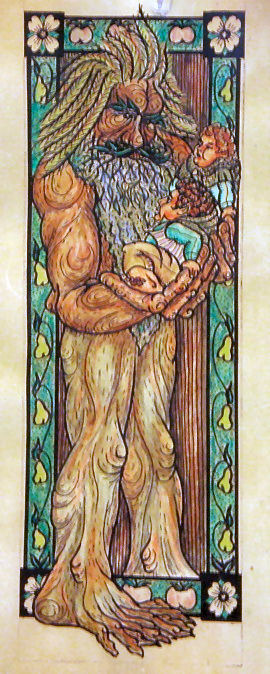
Boombaard

Boombaard (Engels: Treebeard, Sindarijns: Fangorn) is een personage uit de boeken van J.R.R. Tolkien. Hij dient niet verward te worden met het woud dat ook Fangorn heet. Fangorn is de leider van de Enten, boomachtige wezens bekend als de 'herders van de bomen'. Het Westron Boombaard is een letterlijke vertaling van het Sindarijnse woord Fangorn. In In de Ban van de Ring noemt men hem wel het oudste wezen van Midden-aarde, hoewel waarschijnlijk Tom Bombadil ouder is.
Boombaard speelt een belangrijke rol in de geschiedenis van Midden-aarde. Wanneer de Hobbits Meriadoc Brandebok en Peregrijn Toek in het woud Fangorn terechtkomen na ontsnapt te zijn aan een horde Orks ontmoeten zij de oude Ent. Na lang beraad besluiten de Enten ten strijde te trekken tegen Saruman, die ten tijde van dit gebeuren Rohan bedreigt. In de daaropvolgende strijd rondom Sarumans vesting Orthanc verslaan de Enten de daar aanwezige verdedigers en weten zo de listige Tovenaar in zijn toren gevangen te houden.
Boombaard komt ook voor in het tweede en derde deel van de verfilming, The Two Towers en  The Return of the King, waar zijn stem wordt ingesproken door John Rhys-Davies, die ook Gimli speelt.